# De Havilland Mosquito
de Havilland Mosquito var ett brittiskt stridsflygplan som användes under andra världskriget. Det var ett av de mest mångsidiga flygplanen under kriget och användes som bomb-, jaktbomb-, spanings-, nattjakt- och torpedflygplan.
Mosquiton var unik såtillvida att den var tillverkad i trä. Det gjorde att Storbritanniens omfattande möbelindustri kunde tas i anspråk för tillverkningen samtidigt som den inte var lika beroende av strategiskt viktiga råvaror som aluminium. Planet producerades på ett 40-tal fabriker i Storbritannien, Kanada och Australien. Totalt tillverkades 7 781 exemplar i olika varianter.

## Utveckling
Den 24 augusti 1936 utfärdade Luftministeriet en specifikation på ett nytt medeltungt bombflygplan som skulle kunna flyga i 450 km/h med en räckvidd på 4 800 km med 1 800 kg last. Den viktigaste egenskapen var att den skulle kunna flyga snabbt för att minimera tiden över målområdet och att den skulle vara flexibel för att kunna anpassas för flera olika uppdrag. de Havilland som tidigare helt hade inriktat sig på den civila marknaden presenterade ett förslag som kombinerade de bästa egenskaperna av deras tävlingsflygplan de Havilland DH.88 och passagerarflygplanet de Havilland Albatross. Luftministeriet var dock mycket skeptiskt till ett flygplan tillverkat i trä trots att Geoffrey de Havilland kunde bevisa att laminerat trä var lika starkt som aluminium. de Havilland kunde också snart konstatera att den specificerade räckvidden/bomblasten/farten inte var möjlig att uppnå med bara två Rolls-Royce Merlin-motorer. Man valde därför att frångå specifikationen och på egen hand utveckla en bantad version utan defensiv beväpning med bara två besättningsmän. Fokus lades i stället på att göra flygplanet så snabbt som möjligt för att kunna undgå bekämpning. I oktober 1938 presenterade man ett nytt förslag för Luftministeriet, men även det blev avslaget.
När andra världskriget bröt ut i september 1939 ökade behovet av stridsflygplan och i december samma år lyckades de Havilland få ett kontrakt på 50 bombflygplan. När den första prototypen flög första gången den 25 september 1940 överträffade den alla förväntningar. Den var mer lättmanövrerad än tidigare bombflygplan och var till och med snabbare än jaktflygplanet Supermarine Spitfire.
Efter att Mosquiton visat vad den gick för anpassades den för en mängd olika uppgifter: nattjakt, bombflygplan, jaktbombare, pathfinder, spaningsflygplan och torpedbombare. Även en marin version kallad Sea Mosquito utvecklades, den kännetecknas av att den har fyrbladiga propellrar för att få extra dragkraft vid start från hangarfartyg. De har även vikbara vingar, landningskrok, hydro-pneumatiska stötdämpare, radar och möjlighet att bära en torped under flygkroppen.

## Konstruktion
Mosquito var ett midvingat flygplan med två Rolls-Royce Merlin-motorer monterade i gondoler under vingarna. Vingar och flygkropp var tillverkade av plywood (björk-balsa-björk)  med förstärkningar av gran. Flygkroppens halvor formpressades i formar av betong och limmades därefter ihop. Ytlagret bestod av madapolam som limmats mot träet och lackats. Endast landningsställ och motorfästen var tillverkade i metall. Totalt utgjordes 130 kg av flygplanets vikt (motorerna borträknade) av metalldelar. Mosquiton hade sex bränsletankar; två yttre vingtankar om 260 liter, två inre vingtankar innanför motorerna om 650 liter samt två tankar i flygkroppen bakom bombutrymmet om 110 liter vardera. Till det kom oljetankar om 68 liter för vardera motorn. Bombutrymmet hade en kapacitet på 1 812 kg (4 000 lb).

### Beväpning
Spaningsversionerna var obeväpnade och bar extra bränsletankar i bombutrymmet samt spaningskameror i nosen. Bombversionerna bar vanligen fyra stycken 227 kg (500 lb) bomber eller en enda 1 812 kg (4 000 lb) ”blockbuster”-bomb. Även sjöminor kunde bäras. För pathfinder-uppdrag bars lysbomber och remsor. Jaktbombversionerna hade fyra stycken 7,7 mm Browning-kulsprutor i nosen samt fyra stycken 20 mm Hispano-Suiza automatkanoner under cockpiten. Bomblasten var ungefär hälften så stor som bombversionen eftersom ammunitionen till automatkanonerna tog upp främre hälften av bombrummet. I gengäld kunde de bära bomber eller RP-3-raketer under vingarna. Nattjaktversionerna hade också fyra 20 mm automatkanoner men inga kulsprutor eftersom hela nosen upptogs av radarn. Vissa flygplan hade en kraftfull 57 mm automatkanon i stället för de fyra 20 mm automatkanonerna för att bekämpa fartyg och stridsvagnar.

## Användning

### Frankrike
Direkt efter andra världskrigets slut köpte Frankrike drygt hundra stycken Mosquitos av Storbritannien. De användes under en kort period mot Vietminh i Indokinakriget innan de ersattes av modernare flygplan. 59 franska Mosquitos såldes till Israel 1951.

### Israel

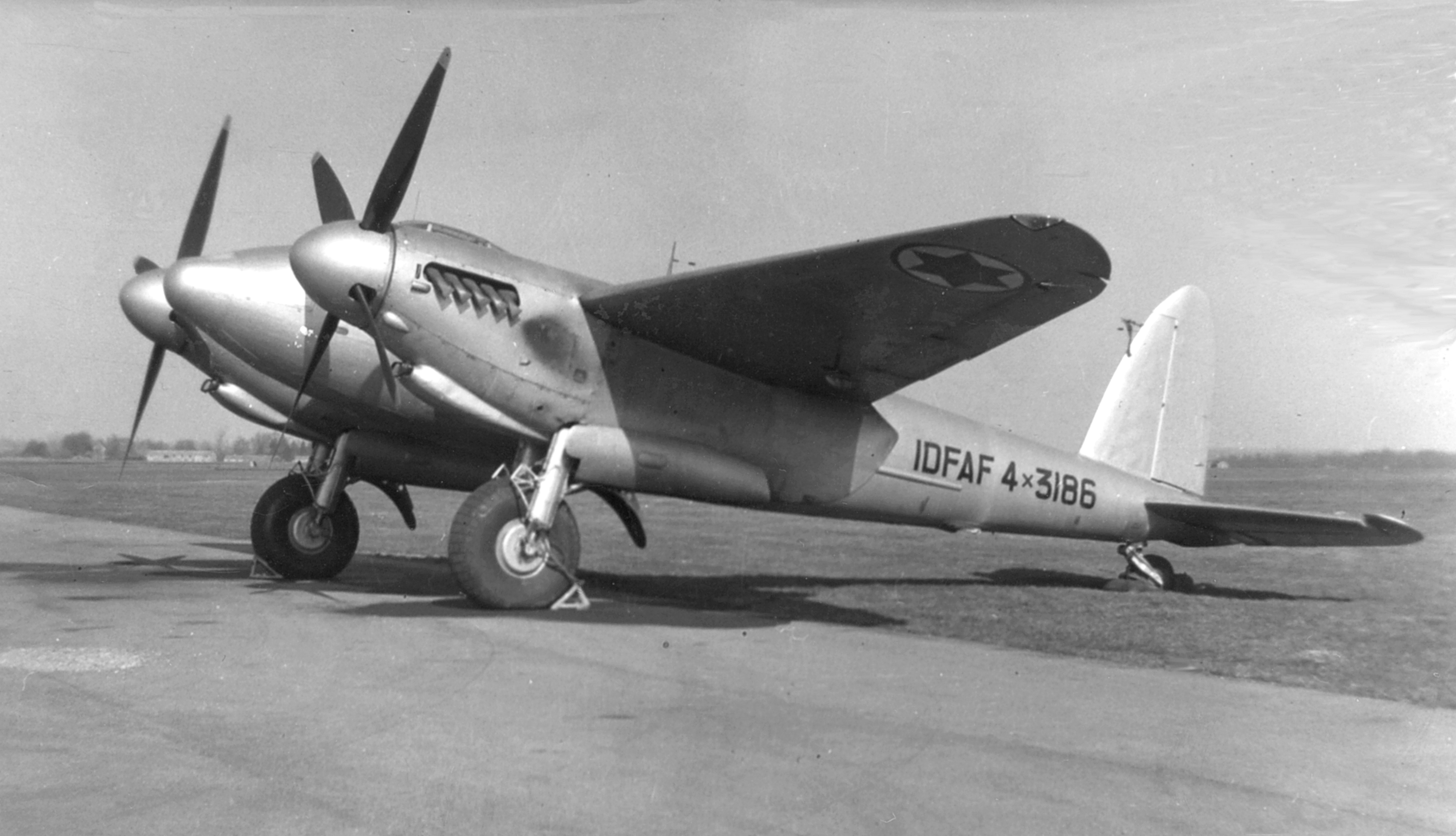
En israelisk Mosquito, 1955.

Israel lyckades köpa två stycken brittiska Mosquitos 1948. Den ena kom aldrig fram till Israel utan havererade på Korsika på vägen dit. Den andra lyckades ta sig hela vägen och sattes in i striderna i 1948 års arabisk-israeliska krig innan även den havererade 21 september 1948.
I februari 1951 köpte Israel 59 begagnade Mosquitos från Frankrikes flygvapen. De renoverades i Frankrike innan de levererades till Israel med början i juni 1951. Israels Mosquitos användes ganska intensivt under en period i början av 1950-talet för såväl övningsflygning, inklusive stridsövningar mot israeliska Mustangs och Spitfires, som spaningsflygningar över Libanon, Egypten, Jordanien, Syrien och även mer avlägsna mål som Libyen och Irak. Perioden blev ganska kort innan de började ersättas med jetdrivna flygplan, men de togs till heders igen under Suezkrisen då de anföll egyptiska styrkor i Sinai, framför allt runt Sharm el-Sheikh. Så snart krisen var över pensionerade Israel sina Mosquitos för gott.

### Kina
Runt 200 Mosquitos tjänstgjorde i Chiang Kai-sheks nationalistiska flygvapen och sattes in i slutskedet av Kinesiska inbördeskriget. Efter nationalisternas nederlag drogs de flesta tillbaka till Taiwan, men fem stycken erövrades i flygbart skick av Folkets befrielsearmé och användes därefter av Folkets befrielsearmés flygvapen.

### Storbritannien

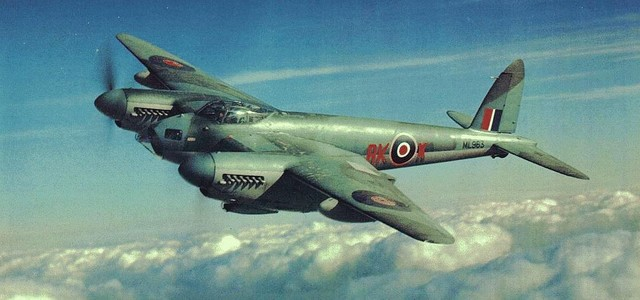
En Mosquito B.XVI, 30 september 1944.

Mosqito togs i tjänst 15 september 1941 och det första uppdraget, en spaningsflygning över Frankrike, genomfördes 20 september 1941. I januari 1942 började Mosqito ersätta Bristol Blenheim i rollen som nattjaktflygplan. Höga och snabba spaningsflygningar och nattjakt var uppdrag där flygplanen sällan var synliga och Mosqito förblev ganska okänt fram till hösten 1942. Det ändrades den 25 september 1942 när fyra stycken Mosquitos genomförde en bombräd mot Gestapos kontor i Oslo. Trots att räden misslyckades visade den på den potential Mosquiton hade att i hög fart och på låg höjd anfalla mål som inget annat flygplan kunde klara av. Den 30 januari 1943 genomfördes en ännu djärvare räd mot Berlin i fullt dagsljus för att motbevisa Herman Görings påstående om att en sådan räd var omöjlig. Vid båda tillfällena blev Mosquitos nedskjutna av tyska jaktplan som lyckades anfalla framifrån, men som sedan misslyckades med att hinna upp de resterande flygplanen. Det var först i och med introduktionen av Me 262 som tyskarna fick ett jaktflygplan kapabelt att genskjuta Mosquitos.
Mosquitos fortsatte att genomföra vågade precisionsanfall på låg höjd. Den 11 april 1944 mot Gestapos arkiv i Haag och 21 mars 1945 mot Gestapos kontor i Köpenhamn. Den mest spektakulära insatsen var operation Jericho 18 februari 1944 då nio Mosquitos och tolv Hawker Typhoons anföll fängelset i Amiens. Mosquito-bombarna förstörde fängelsemurarna och vakternas logement vilket gjorde att 258 fångar kunde fly, många av dem politiska fångar och motståndsmän.
Trots att Mosquito huvudsakligen var ett militärt flygplan användes tretton stycken av BOAC för kurirflygningar, främst till Sverige. De transporterade diplomatpost och svensktillverkade kullager och specialstål som var av stor betydelse för den brittiska krigsindustrin. Vid enstaka tillfällen flög man även passagerare, till exempel flög den danska fysikern Niels Bohr från Stockholm till Leuchars, Skottland i en Mosquito 1943. Eftersom flygplanen var obeväpnade och civilregistrerade utgjorde flygningarna inget brott mot den svenska neutraliteten.

### Sverige

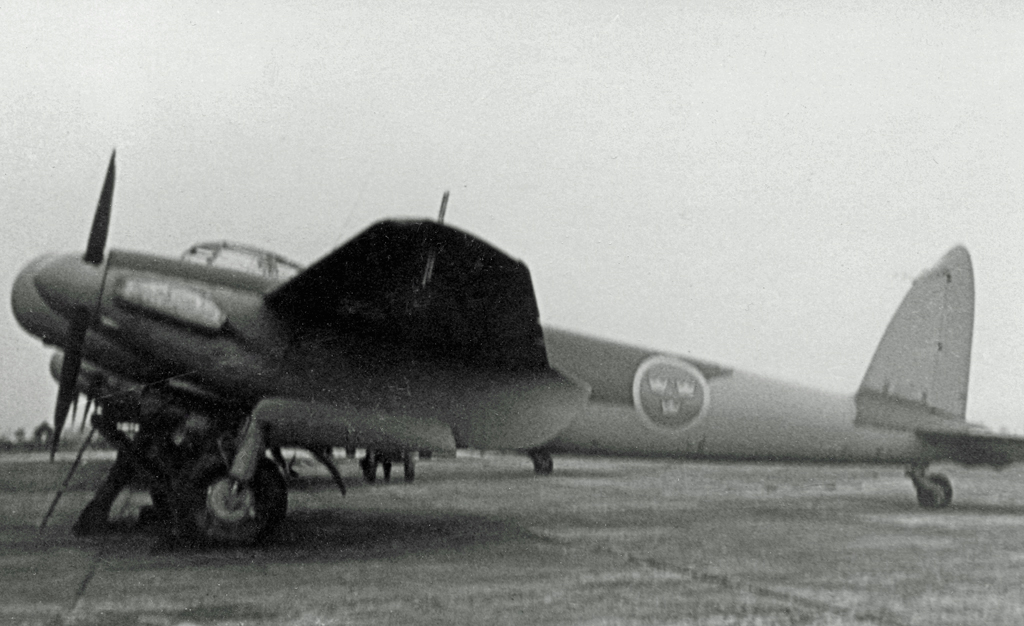
En svensk J 30 Mosquito, oktober 1949.

Mellan åren 1948 och 1954 ingick Mosquito i Flygvapnet som nattjaktflygplan. 1945 års försvarskommitté rekommenderade att Flygvapnet skulle utrusta en flottilj för nattjakt. Först planerades en modifiering av Saab 18, men då andra världskriget var över fanns det stora överskottslager att tillgå och inköp av begagnade flygplan blev billigare än modifieringskostnaden.
Sverige införskaffade 1948 sextio exemplar av "de Havilland Mosquito Mk XIX", en radarförsedd nattjaktversion. Flygplanen, som benämndes J 30, var utrustade med en amerikansk spaningsradar som möjliggjorde lokalisering av andra flygplan i mörker och moln. De utrustades även med fyrbladspropellrar vilket skiljde dem från de brittiska Mk XIX. Samtliga flygplan baserades på Västmanlands flygflottilj (F 1) i Västerås.
Fram till 1953 havererade totalt 23 flygplan. Flygvapnet misstänkte att roderfladder var orsaken till haverierna medan piloterna ansåg att flygplanen inte höll för påfrestningarna. (Flygvapengeneralen Björn Bjuggren skriver i sina memoarer att några av planen havererade när den vipparm som svängde nosradarskärmen fram och tillbaka lossnade och började dunka rytmiskt mot noskonen. Slagfrekvensen var sådan att planet kom i självsvängning och sprack.) Sven-Olof Olson, sedermera generallöjtnant och flygvapenchef, flög planet under en nattjaktövning 1951 över Norberg i Västmanland när planet plötsligt blev manöverodugligt. Navigatören beordrades att lämna planet i fallskärm och Olson var beredd att följa efter. Planet stabiliserades dock och Olson tog åter kontroll över det och lyckades landa på flottiljen igen. Tack vare detta hittades felet. Olson erhöll Stockholmstidningens medalj samt 1 000 kr.
På grund av haverierna, flera av dem med dödlig utgång, fasades typen ut redan 1953 och ersattes av jetdrivna de Havilland Venom (i Sverige betecknad J 33). Mosquito blev sålunda det sista propellerjaktplanet i Flygvapnet.

### Turkiet
Turkiet köpte 137 stycken Mosquitos 1947. De moderniserades av Fairey Aviation på samma sätt som de svenska flygplanen. De togs ur tjänst 1954.

### USA
25th Bomb Group hade en division Mosquitos för flygspaning, några av den var utrustade med radarn H2X för att lokalisera bombmål som doldes av låga moln. Totalt 3 246 uppdrag utfördes av amerikanska Mosquitos under andra världskriget.

## Användare
- Australiens flygvapen
- Belgiens flygvapen
- Myanmars flygvapen
- Dominikanska republikens flygvapen
- Folkets befrielsearmés flygvapen
- Frankrikes flygvapen
- Israels flygvapen
- Jugoslavien flygvapen
- Kanadas flygvapen
- Norges flygvapen
- Nya Zeelands flygvapen
- Polens flygvapen
- Republiken Kinas flygvapen
- Sovjetunionens flygvapen
- Storbritanniens flygvapen
- Royal Navy
- Svenska flygvapnet
- Sydafrikas flygvapen
- Tjeckoslovakiska flygvapnet
- Turkiets flygvapen
- USA:s flygvapen

## Varianter
Varianter konstruerade före 1943 har romerska siffror. Varianter konstruerade 1943 eller senare har arabiska siffror. Efter 1948 användes enbart arabiska siffror.
- PR Mk.I – Fotospaningsversion. 20 beställda, 10 byggda och tio färdigställda som B Mk.IV.
- F Mk.II – Tungt jaktflygplan beväpnat med fyra kulsprutor och fyra automatkanoner.
- NF Mk.II – Nattjaktflygplan. Identiskt med F MK.II utom nosen där en AI-radar ersatte de fyra kulsprutorna.
- T Mk.III – Skolflygplan. 348 byggda.
- B Mk.IV – Bombflygplan. 273 byggda.
- PR Mk.IV – Fotospaningsversion. 30 ombyggda från B Mk.IV.
- B Mk.V – Höghöjdsbombare med Merlin 21-motorer.
- FB Mk.VI – Jaktbombflygplan. Samma fasta beväpning som F Mk.II men med möjlighet att bära bomber i bombutrymmet eller under vingarna.
- B Mk.VII – Bombflygplan tillverkade i Kanada med Merlin 31-motorer. 25 byggda.
- PR Mk.VIII – Fotospaningsversion med Merlin 61-motorer (höghöjdsversion med tvåstegskompressor).
- B Mk.IX – Bombflygplan med Merlin 72 eller 76-motorer. 54 byggda.
- PR Mk.IX – Fotospaningsversion med Merlin 72 eller 76-motorer. 90 byggda.
- NF Mk.X – Nattjaktversion. Inga byggda.
- NF Mk.XII – Nattjaktversion med nyare 3,3 GHz radar. 96 ombyggda från NF Mk.II.
- NF Mk.XIII – Nattjaktversion. Samma som Mk.XII fast nyproducerade. 270 byggda.
- NF Mk.XIV – Nattjaktversion. Inga byggda.
- F Mk.XV – Jaktflygplan för hög höjd med tryckkabin och Merlin 77-motorer. 4 ombyggda från F Mk.XV
- NF Mk.XV – Nattjaktversion med förlängda vingar för högre maxhöjd. En byggd.
- B Mk.XVI Bombplansversion med tryckkabin.
- PR Mk.XVI – Fotospaningsversion med tryckkabin.
- NF Mk.XVII – Nattjaktversion. 99 ombyggda från NF Mk.II
- NF Mk.XIX – Nattjaktversion. 220 ombyggda från NF Mk.XIII
  - J 30 – En Svensk modifikation av begagnade brittiska Mosquito Mk.XIX med 4-blads propeller, ny inredning, ny radar samt en ny huv.
- FB Mk.XVIII – Jaktbombflygplan beväpnat med en 57 mm automatkanon. 18 byggda.
- B Mk.XX – Bombflygplan tillverkade i Kanada med amerikanska Packard-Merlin motorer
- FB Mk 26 – FB Mk.VI tillverkade i Kanada med Packard-merlin motorer.
- NF Mk 30 – Nattjaktversion för hög höjd med Merlin 76-motorer.
- PR Mk 32 – Fotospaningsversion med samma motorer som de Havilland Hornet (Merlin 113/114). 5 ombyggda från PR Mk.XVI.
- TR MK 33 – Hangarfartygsanpassad torpedbombare med vikbara vinkar, landningskrok, hydro-pneumatiska stötdämpare och AN/APS-6 radar i nosen.
- PR Mk 34 – Fotospaningsversion med extra bränsletankar för utökad räckvidd (ungefär 8 700 km)
- B Mk 35 – Bombplansversion med Merlin 113/114-motorer. 274 byggda.
- TT Mk 35 – Målbogserare tillverkade för Royal Air Force.
- TR MK 37 – Torpedbombare likt TR MK 33 men med en brittisk ASV-radar.
- NF Mk 38 – Nattjaktversion identisk med NF Mk 30 men med brittisk AI-radar. 101 byggda men aldrig tagna i tjänst i RAF, de flesta exporterade.
- TT Mk 39 – Målbogserare tillverkade för Royal Navy.
- FB Mk 40 – FB Mk.VI tillverkade i Australien med Packard-merlin motorer.
- T Mk 43 – Skolflygplan liknande T Mk.III avsedda för Royal Navy med samma marinanpassning som TR MK 33.